# Eutolmus leucacanthus
Eutolmus leucacanthus är en tvåvingeart som beskrevs av Friedrich Hermann Loew 1871. Eutolmus leucacanthus ingår i släktet Eutolmus och familjen rovflugor. Inga underarter finns listade i Catalogue of Life.